# Redoutable-Klasse (1928)
Die Redoutable-Klasse war eine U-Boot-Klasse der französischen Marine. Gemäß der damaligen französischen Typklassifikation handelte es sich um Boote der Klasse 1. Von 1925 bis 1934 wurden auf acht Werften 19 Boote gebaut. Die Redoutable-Klasse war im Zweiten Weltkrieg die französische U-Boot-Klasse mit den meisten Booten, und Boote der Klasse dienten sowohl in der Vichy-französischen als auch in der frei-französischen Marine.

## Konstruktionsmerkmale
Siehe auch: Konstruktionsmerkmale des 1500 Tonnen Typs
Die Redoutable-Klasse war die erste Baugruppe des 1922 entworfenen 1500-Tonnen-Typs. Der Hauptunterschied zwischen den drei Baugruppen dieses Typs bestand in der Größe und Leistung des Dieselantriebes. Die Boote der Redoutable-Klasse besaßen zwei Dieselmotoren mit einer Gesamtleistung von 6000 PS (4.474 kW) und erreichten eine Überwassergeschwindigkeit von 17 kn (31 km/h).

## Einsatzgeschichte
Siehe auch: Einsatzgeschichte des 1500 Tonnen Typs

### Bis zur Kapitulation 1940
Zwei Boote gingen bereits in Friedenszeiten verloren. Die Prométhée sank 1932 in Cherbourg bei einem Tauchunfall. Die Phénix war seit Ende 1938 in Französisch-Indochina stationiert und ging aus bis heute ungeklärten Gründen im Juni 1939 während eines Manövers nordöstlich von Saigon mit der gesamten Besatzung verloren.
Bei Beginn des Zweiten Weltkrieges befanden sich die U-Boote im gesamten französischen Kolonialreich verstreut. Die meisten Boote waren allerdings in nordfranzösischen Häfen stationiert und sollten gegen die deutsche Handelsschifffahrt vorgehen. Den bemerkenswertesten Erfolg erzielte die Poncelet, als sie am 29. September 1939 in der Nähe der Azoren auf Position 38° 5′ N, 30° 40′ W den deutschen Frachter Chemnitz aufbrachte. Ein Prisenkommando übernahm das Schiff und brachte es nach Casablanca, wo es in Saint Bernard umbenannt wurde.
Als im Juni 1940 die deutsche Wehrmacht begann, die französischen Atlantikhäfen zu besetzen, befanden sich die zwei Boote Achille und Pasteur zur Reparatur in Brest. Sie konnten nicht mehr auslaufen und wurden von den eigenen Besatzungen zerstört, um einen Zugriff durch die Kriegsmarine zu verhindern.

### Kämpfe in den Kolonien bis November 1942
Infolge der Kapitulation Frankreichs begannen die Briten, im Rahmen der Operation Catapult französische Kriegsschiffe anzugreifen oder zu kapern, da sie eine Übergabe der französischen Flotte an das Deutsche Reich befürchteten. Die in Alexandria befindliche Protée wurde vorerst interniert. Später wurde sie von der Frei-französischen Marine erfolgreich eingesetzt.
Die zwei Boote Ajax und Persée wurden im September 1940 von britischen Zerstörern vor der senegalesischen Küste versenkt. Die Briten hatten die erfolglose Operation Menace begonnen, deren Ziel es war, Dakar zu besetzen.
Im November 1940 besetzten britische Truppen gemeinsam mit frei-französischen Einheiten Gabun. Im Laufe der Kampfhandlungen ging die Poncelet verloren.
Die Pégase befand sich in Indochina und wurde am 6. März 1941 in Saigon demobilisiert. Das Boot wurde nie wieder reaktiviert und 1946 endgültig aus dem Flottenregister gestrichen.
Im Frühjahr 1942 griffen die Briten die unter Vichy-französischer Kontrolle stehende Kolonie Madagaskar an, weil sie befürchteten, dass Japan die Insel besetzen könnte. Bei der als Operation Ironclad bezeichneten Aktion wurde die Monge von zwei britischen Zerstörern versenkt.

### Alliierte Invasion in Nordafrika und Deutscher Einmarsch in Südfrankreich
Die weitaus schwersten Verluste hatte die Redoutable-Klasse im November 1942.
US-amerikanische und britische Einheiten begannen am 8. November 1942 mit der Operation Torch, der Landung in Französisch-Nordafrika. Während der Kämpfe wurde die Actéon vor Oran durch einen britischen Zerstörer versenkt.
Aufgrund des geringen Vichy-französischen Widerstandes gegen die alliierte Invasion in Afrika besetzte Deutschland auch den Süden Frankreichs. Deshalb versenkten sich die Reste der französischen Flotte am 27. November 1942 in Toulon selbst, um einen Zugriff der Achsenmächte zu verhindern. Die sechs Boote Achéron, Fresnel, Henri Poincaré, Pascal, Redoutable und Vengeur wurden in Toulon von ihren Besatzungen versenkt.
Die Italiener hoben mehrere der selbstversenkten U-Boote, aber lediglich die Henri Poincaré wurde nach Genua zur Reparatur transportiert. Das Boot wurde in FR. 118 umbenannt. Über einen Einsatz unter italienischer Flagge ist nichts bekannt. Im September 1943 wurde das Boot von den Deutschen beschlagnahmt, weil Italien zu den Alliierten wechselte. Der weitere Verbleib ist ungeklärt.

### Einsatz auf alliierter Seite ab November 1942
Die verbliebenen U-Boote Archimede, Argo und die 1940 in Alexandria internierte Protée dienten nach dem Alliierten Sieg in Nordafrika bei der frei-französischen Marine im Mittelmeer. Am 30. Mai 1943 kam es zum letzten Verlust der Klasse, als ein deutsches Flugzeug die Protée versenkte.
Die beiden anderen Boote wurden nach Kriegsende 1946 außer Dienst gestellt und aus dem Flottenregister gestrichen.

## Einheiten
| Kennung | Name           | Bauwerft                                      | Kiellegung         | Stapellauf        | Indienststellung   | Verbleib |
| ------- | -------------- | --------------------------------------------- | ------------------ | ----------------- | ------------------ | --- |
| Q 136   | Redoutable     | Arsenal de Cherbourg                          | 1. Juli 1925       | 24. Februar 1928  | 10. Juli 1931      | am 27. November 1942 in Toulon selbstversenkt, 1943 von den Italienern gehoben, am 11. März 1944 bei alliiertem Luftangriff versenkt. |
| Q 137   | Vengeur        | Arsenal de Cherbourg                          | 11. Januar 1926    | 1. September 1928 | 18. Dezember 1931  | am 27. November 1942 in Toulon selbstversenkt |
| Q 138   | Pascal         | Arsenal de Brest                              | 8. Juni 1926       | 19. Juli 1928     | 10. September 1931 | am 27. November 1942 in Toulon selbstversenkt, am 5. Juni 1943 von den Italienern gehoben, bei alliiertem Luftangriff am 11. März 1944 gesunken |
| Q 139   | Pasteur        | Arsenal de Brest                              | 5. Juli 1926       | 19. August 1928   | 1. September 1932  | am 18. Juni 1940 in Brest selbstversenkt |
| Q 140   | Henri Poincaré | Arsenal de Lorient                            | 1. März 1927       | 10. April 1929    | 23. Dezember 1931  | am 27. November 1942 in Toulon selbstversenkt, im Juni 1943 von den Italienern gehoben, nach Genua geschleppt und in FR. 118 umbenannt, am 9. September 1943 von den Deutschen beschlagnahmt wegen Seitenwechsels Italiens, weiterer Verbleib unklar |
| Q 141   | Poncelet       | Arsenal de Lorient                            | 3. März 1927       | 10. April 1929    | 1. September 1932  | am 7. November 1940 vor Gabun auf der Position 0° 20′ S, 8° 50′ O von der britischen Sloop Milford versenkt. |
| Q 142   | Archimède      | Chantiers Navals Francais, Caen               | 1. August 1927     | 6. September 1930 | 22. Dezember 1932  | im November 1942 Anschluss an die Alliierten, am 19. Februar 1952 gestrichen |
| Q 143   | Fresnel        | At. & Ch. de St. Nazaire-Penhoët, St. Nazaire | 7. Juli 1927       | 8. Juni 1929      | 22. Februar 1932   | am 27. November 1942 in Toulon selbstversenkt, am 29. Januar 1943 gehoben, am 19. Februar 1943 erneut gesunken, am 4. Mai 1943 erneut gehoben, am 11. März 1944 von alliiertem Flugzeug versenkt                                                     |
| Q 144   | Monge          | F. Chantier de la Méditerranée, La Seyne      | 15. September 1927 | 25. Juni 1929     | 19. Juni 1932      | am 8. Mai 1942 vor Diego Suarez, Madagaskar von den britischen Zerstörern Active und Panther versenkt |
| Q 147   | Achille        | Arsenal de Brest                              | 1. September 1928  | 28. Mai 1930      | 29. Juni 1933      | am 18. Juni 1940 im Trockendock in Brest selbstzerstört |
| Q 148   | Ajax           | Arsenal de Brest                              | 1. September 1928  | 28. Mai 1930      | 1. Februar 1934    | am 24. September 1940 vor Dakar, Senegal, vom britischen Zerstörer Fortune versenkt |
| Q 149   | Actéon         | At. & Ch. de la Loire, Saint-Nazaire          | 20. Juli 1927      | 10. April 1929    | 18. Dezember 1931  | am 8. November 1942 vor Oran, Algerien, vom britischen Zerstörer Westcott versenkt |
| Q 150   | Achéron        | At. & Ch. de la Loire, Saint-Nazaire          | 4. September 1927  | 6. August 1929    | 22. Februar 1932   | am 27. November 1942 in Toulon selbstversenkt, von den Italienern am 26. Juni 1943 gehoben, am 24. November 1943 von alliierten Flugzeugen versenkt                                                                                                  |
| Q 151   | Argo           | At. & Ch. Dubigeon, Nantes                    | 25. August 1927    | 11. April 1929    | 12. Februar 1933   | 1942 Anschluss an die Alliierten, am 26. April 1946 gestrichen |
| Q 153   | Prométhée      | Arsenal de Cherbourg                          | 1927               | 1930              | 1932               | Am 8. Juli 1932 bei einem Tauchunfall vor Cherbourg gesunken. |
| Q 154   | Persée         | Chantiers Navals Francais, Caen               | 14. April 1929     | 23. Mai 1931      | 10. Juni 1934      | am 23. September 1940 vor Dakar, Senegal, von den britischen Zerstörern Foresight und Inglefield versenkt. |
| Q 155   | Protée         | F. Chantier de la Méditerranée, (La Seyne)    | 4. Oktober 1928    | 31. Juli 1930     | 1. November 1932   | am 22. Juni 1940 in Alexandria interniert, später an die freifranzösische Marine, am 30. Mai 1943 im Mittelmeer von deutschen Flugzeugen versenkt |
| Q 156   | Pégase         | At. & Ch. de la Loire, Saint-Nazaire          | 29. September 1928 | 28. Juli 1930     | 19. Juni 1932      | Am 6. März 1941 in Saigon demobilisiert, am 10. Juni 1950 gestrichen |
| Q 157   | Phénix         | A C Dubigeon, Nantes                          | 1928               | 12. April 1930    | 1932               | Am 15. Juni 1939 in Südostasien unter ungeklärten Umständen gesunken |